# Petar Brzica
Petar „Pero” Brzica (ur. ok. 1917, zm. ?) – chorwacki franciszkanin, ustasza, strażnik obozowy, zbrodniarz wojenny.

## Życiorys
Przed wojną uczęszczał do franciszkańskiej szkoły w Širokim Brijegu w Hercegowinie. W trakcie studiów prawniczych w Zagrzebiu, wstąpił do młodzieżówki faszystowskich ustaszów, a następnie do głównej organizacji „Ustaša-Hrvatski”. W okresie II wojny światowej był strażnikiem w obozie koncentracyjnym Jasenovac. Dosłużył się stopnia porucznika. Zasłynął w 1942 roku jako kat, który przy użyciu srbosjeka poderżnął gardła 1360 nowo przybyłym więźniom do obozu, w ciągu jednej nocy. Według Nikoli Nikolica ofiar było 670, a wydawane w Zagrzebiu pismo „Nedjelja” podaje liczbę 1100. Po wojnie Brzica prawdopodobnie uciekł do USA.